# Michal na Ostrove
Michal na Ostrove este o comună slovacă, aflată în districtul Dunajská Streda din regiunea Trnava. Localitatea se află la altitudinea de 118 m deasupra n.m., se întinde pe o suprafață de 10,65 km2 și în 2017 număra 965 de locuitori.

## Istoric
Localitatea Michal na Ostrove este atestată documentar din 1337.

## Demografie
| An:                | 1994 | 2004    | 2014    | 2024    |
| ------------------ | ---- | ------- | ------- | ------- |
| Număr de persoane: | 680  | 827     | 940     | 1119    |
| Diferență:         |      | +21,61% | +13,66% | +19,04% |

| An:                | 2023 | 2024   |
| ------------------ | ---- | ------ |
| Număr de persoane: | 1104 | 1119   |
| Diferență:         |      | +1,35% |